# Üdítőital

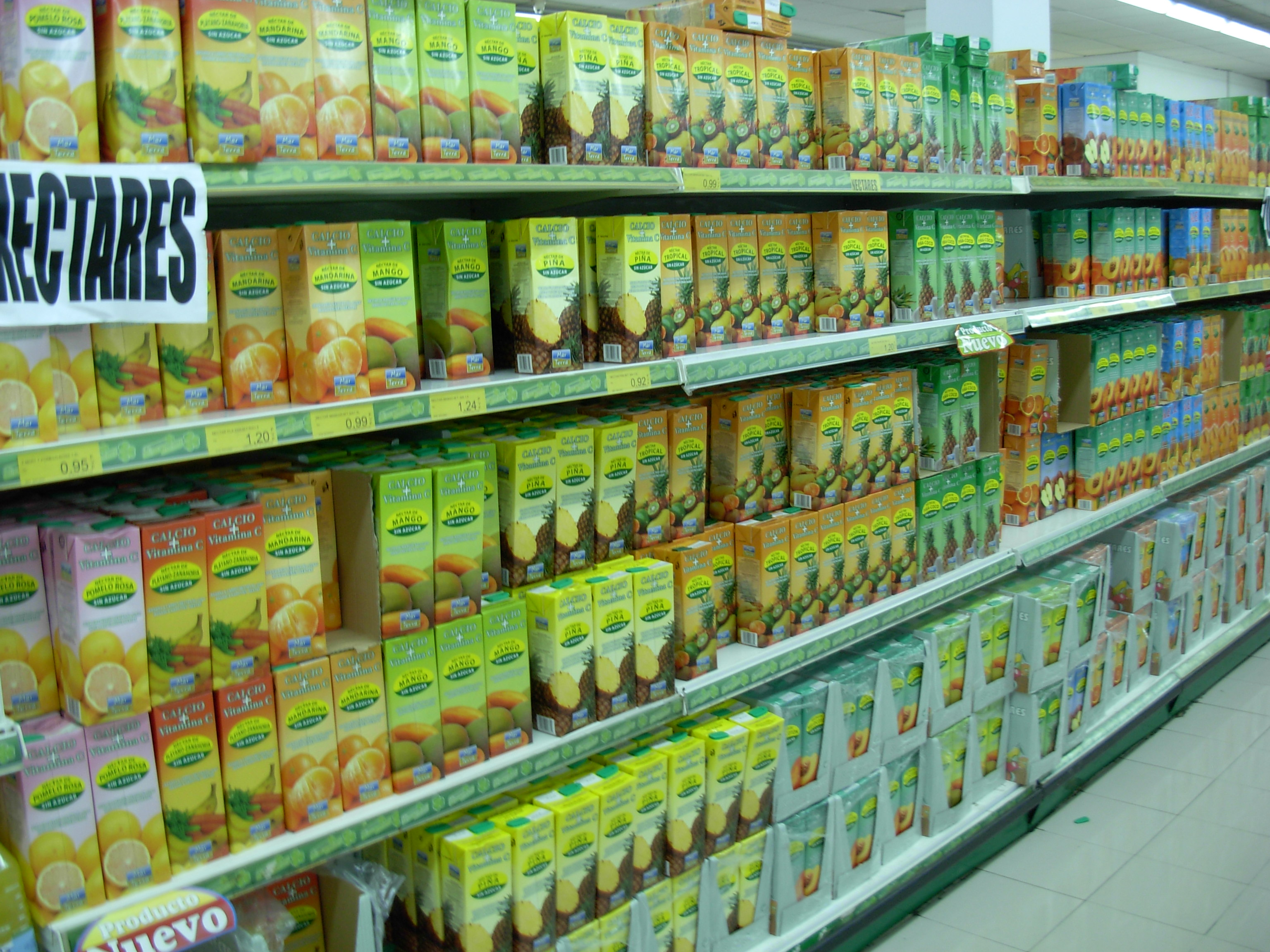
Üdítőitalok

Üdítőitalnak (vagy frissítő) nevezzük az alkoholmentes ásványvizeket, gyümölcsleveket, teákat, és más ízesített folyadékokat. Egy felnőtt ember testének 60-70%-a víz, tehát természetes szükségleteinek egyik legfontosabbja a folyadékbevitel, az ivás. A víz az egyik alapvető lételem, míg az ember élelmiszer nélkül 4-6 hetet bír ki, víz nélkül csak néhány napot.
 Az energiaitalok nem tartoznak az üdítőitalok közé!

## Története
Az üdítőitalok párhuzamosan fejlődtek a kultúrákkal és a technológiával a facsart gyümölcslétől az egészséges szénszavas frissítőkig.
A kifacsart gyümölcsök levét már az őskorban is fogyasztották, a legegyszerűbb üdítőital, a limonádé – amely citromlével és a cukorral ízesített víz – receptjét azonban a tizenegyedik században a keresztes lovagok hozták Ázsiából. A frissítő rövid időn belül akkora népszerűségre tett szert, hogy hamarosan limonádémesterek kezdtek tevékenykedni Európa-szerte, akik úgynevezett limonádépáholyokban árulták a nedüt. Amikor Európában még nem ismerték a cukrot, szörp helyett, üdítőként mézes vizet adtak a gyermekeknek.
A keletről Europába hozott fűszerek mellett elterjedtek a tealevelekből főzött, fodormentával, borsmentával, citromfűvel és egyéb fűszernövényekkel ízesített teák fogyasztása.
Az üdítőitalok gyártását, elterjedését több 19. századi találmány tette lehetővé, a gyümölcslevek erjedésmentes eltarthatóságát megoldása (Nicolas Appert, 1811), a szörpgyártás és a szódavízgyártás (szikvíz) kidolgozása. (Jedlik Ányos, 1826)
Az egyik első mára az egész világon ismert üdítőt, John Smith Pemberton amerikai gyógyszerész készítette kokacserje leveléből és kóladió felhasználásával. Az 1892-ben létrejött The Coca-Cola Company kezdte a nagyüzemi gyártást és hamar a legnépszerűbb lett a piacon a Coca-Cola.
Európában a második világháborút követően terjedtek el az üdítők, a nagyüzemi gyártás beindulásával amelyben nagy része volt az alkoholizmus elleni intézkedéseknek. Az 1970-es években az elhízás csökkentése érdekében megjelentek a diétás és light üdítők, amelyek csökkentett cukor és kalória mellett, még több adalékanyagot tartalmaznak.
1990-es években kezdtek elterjedni az alkoholmentes sörök. Az utóbbi évek termékei az instant italporok és az ízesített ásványvizek.

## Magyarországi üdítőital fogyasztás
A gazdasági válság megmutatkozik az üdítőitalok fogyasztásában is, 2009 óta az ásványvizek kivételével csökkenő tendenciájú a fogyasztás is.
Százalékos megoszlás
| Fajta      | 2009  | 2010  | 2011  |
| Ásványvíz  | 54%   | 54,7% | 55,7% |
| Üdítőital  | 27,6% | 29,0% | 27,8% |
| Gyümölcslé | 18,4% | 16,3% | 16,5% |

Gyümölcslé liter/fő/év
| Fajta                | 2003 | 2006 | 2009 | 2011 |
| Juice                | 4,8  | 5,3  | 3,7  | 3,7  |
| Nektár               | 2,2  | 2,1  | 1,3  | 0,9  |
| Gyümölcsital Teaital | 33   | 36   | 31,5 | 27,4 |
| Összesen             | 40,0 | 43,4 | 36,5 | 32,0 |